# Monkeyland Plettenberg Bay
Koordinaten: 33° 57′ 46,8″ S, 23° 29′ 0,6″ O
Monkeyland Plettenberg Bay, lokal auch als Monkeyland Primate Sanctuary bezeichnet, ist ein 1998 eröffneter Zoo nordöstlich von Plettenberg Bay im Garden Route Distrikt der südafrikanischen Provinz Westkap, der auf die Haltung von Primaten spezialisiert ist. Südlich des Zoos schließt sich der Vogelpark Birds of Eden an. Die Großstadt Port Elizabeth befindet sich in einer Entfernung von ca. 120 Kilometern in östlicher Richtung. Das Monkeyland Plettenberg Bay gehört zu einem von insgesamt drei zertifizierten Tierprojekten der South African Animal Sanctuary Alliance (SAASA).

## Geschichte
Das Monkeyland wurde von Tony Blignaut gegründet, der ein Waldschutzgebiet schaffen wollte, in dem ehemals privat in Käfigen gehaltene Primaten wieder in einem offenen Gelände leben können. Eine Untersuchung bezüglich gefangener Primaten in Südafrika hatte ergeben, dass viele Tiere unter kläglichen und beengten Bedingungen in den Häusern der Menschen lebten. Andere Primaten wurden in Zirkussen und Laboren unter jämmerlichen Bedingungen gehalten. Darüber hinaus suchten viele Zoos einen Platz, wohin sie überzählige Primaten abgeben konnten. Um solchen Tieren bessere und angenähert artgerechte Lebensbedingungen zu ermöglichen, wurde im Jahr 1998 das Primate Sanctuary eröffnet.

## Anlagengestaltung
Das Gelände von Monkeyland Plettenberg Bay umfasst ein 12 Hektar großes, begehbares zentrales waldreiches Zoogelände, das von einem Greenbelt genannten, naturbelassenen vegetationsreichen Gürtel eingefasst wird. Das zentrale Gelände beherbergt mehr als 550 Primaten, die dort frei in einem Wald leben, im Greenbelt halten sich heimische Paviane auf.  Da der Wald nicht genügend geeignete Nahrung bietet, werden die Tiere mit zusätzlichem Futter versorgt. In einem Affenhaus werden Primaten, die behindert, verwaist, blind oder alt sind und somit nicht in der Lage sind, in den großen bewaldeten Gebieten zu leben, separat versorgt.
Während sich die Besucher im benachbarten Vogelpark Birds of Eden frei bewegen können, werden im Monkeyland ausschließlich geführte Touren mit einer begrenzten Anzahl an Besuchern unter der Leitung von Rangern durchgeführt. Die geführten Touren werden in Englisch, Afrikaans, Deutsch, Französisch und Spanisch angeboten. Die Tiere können von einer 128 Meter langen Hängebrücke, die durch das Gelände führt, oder von Besichtigungsplattformen aus beobachtet werden.

## Artenspektrum
Im Monkeyland Plettenberg Bay leben über 600 Primaten, die auf wenige Arten verteilt sind. Die meisten Primaten leben wie in der freien Wildbahn in großen Familiengruppen. Die folgenden Arten wurden auf dem Zoogelände aufgenommen:
- Katta (Lemur catta)
- Schwarzweißer Vari (Varecia variegata)
- Bengalischer Hanuman-Langur (Semnopithecus entellus)
- Schwarzer Brüllaffe (Alouatta caraya)
- Bolivianischer Totenkopfaffe (Saimiri boliviensis)
- Gewöhnlicher Totenkopfaffe (Saimiri sciureus)
- Geoffroy-Klammeraffe (Ateles geoffroyi)
- Haubenkapuzineraffe (Sapajus apella)
- Rotrückensaki (Chiropotes chiropotes)
- Südliche Grünmeerkatze (Chlorocebus pygerythrus)
- Äthiopische Grünmeerkatze (Chlorocebus aethiops)
- Weißhandgibbon (Hylobates lar)
- Südlicher Brillenlangur (Trachypithecus obscurus)
- Bärenpavian (Papio ursinus)
- Östlicher Graukehl-Nachtaffe (Aotus trivirgatus)

## Galerie
Die nachfolgenden Bilder zeigen eine Auswahl von Primaten aus dem Bestand von Monkeyland Plettenberg Bay sowie die 128 Meter lange begehbare Hängebrücke über dem Gelände:

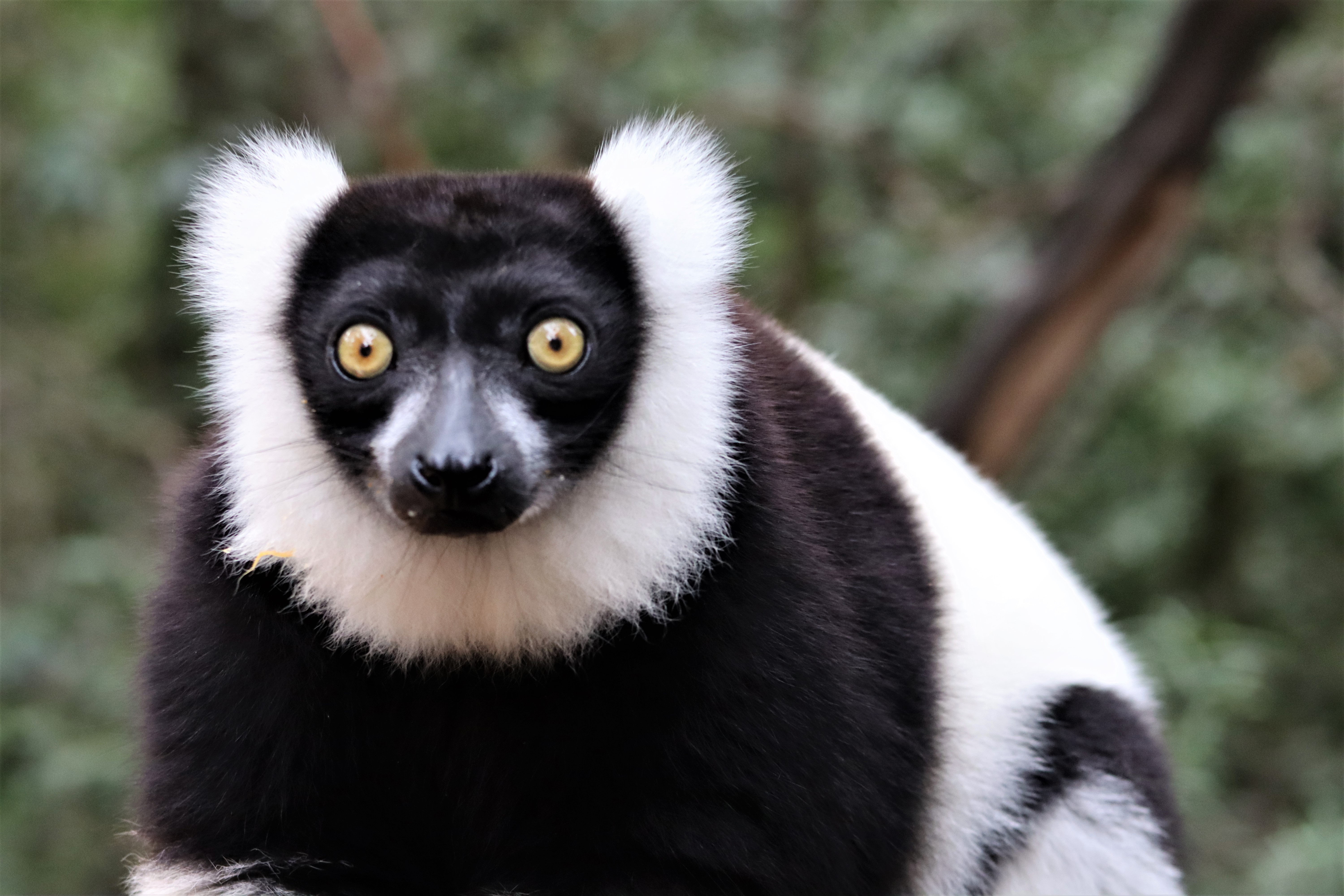
Schwarzweißer Vari
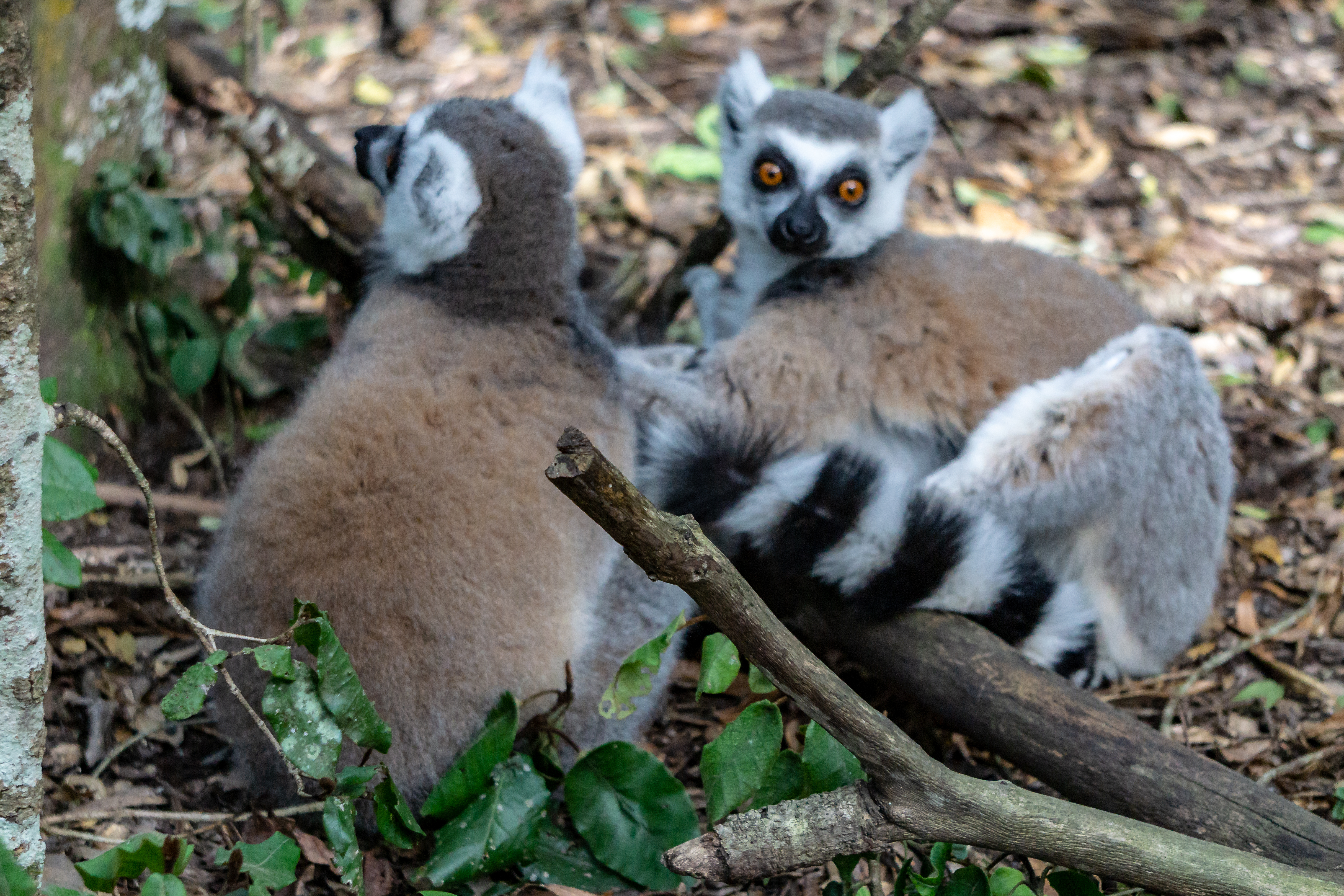
Kattas
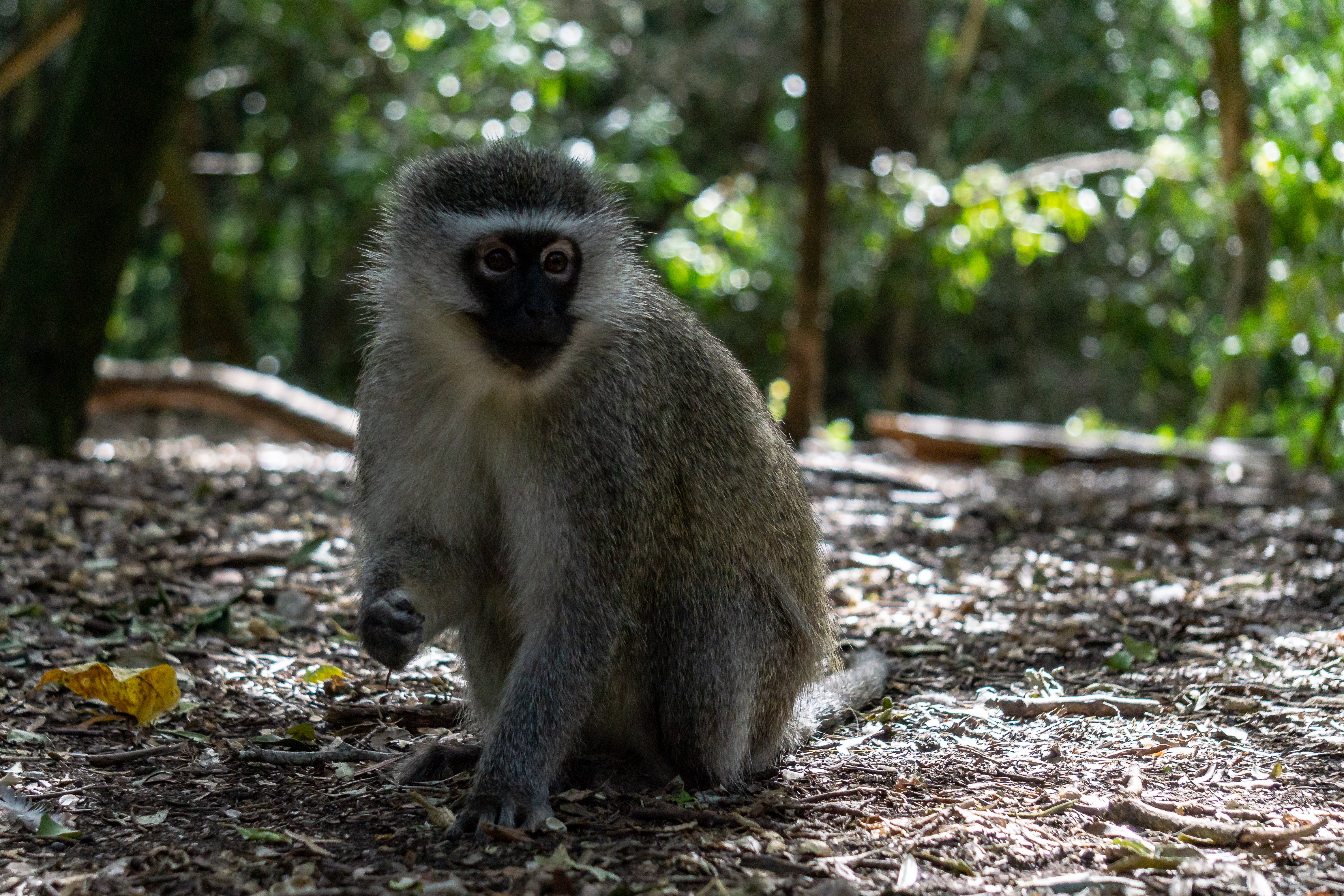
Südliche Grünmeerkatze
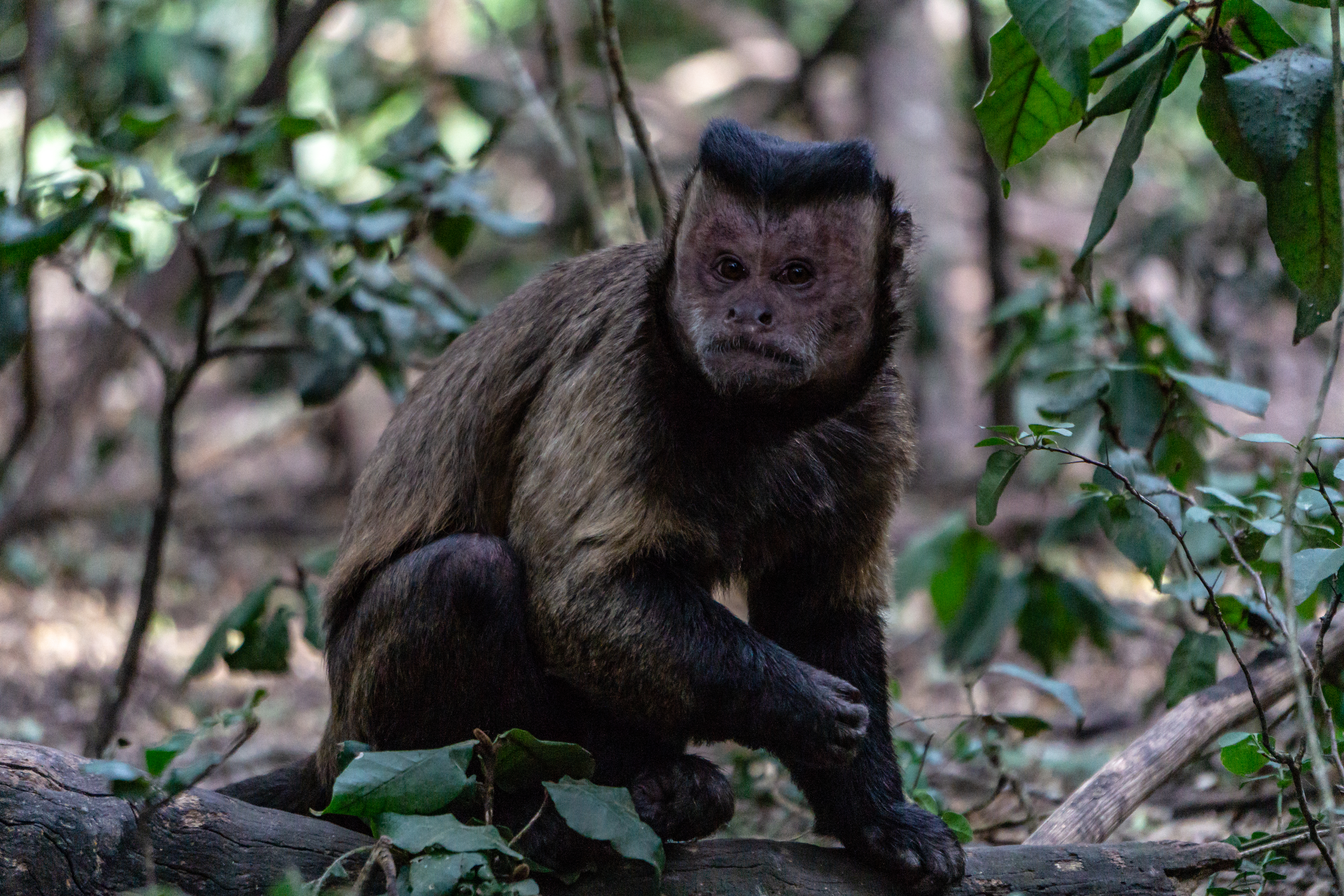
Haubenkapuzineraffe
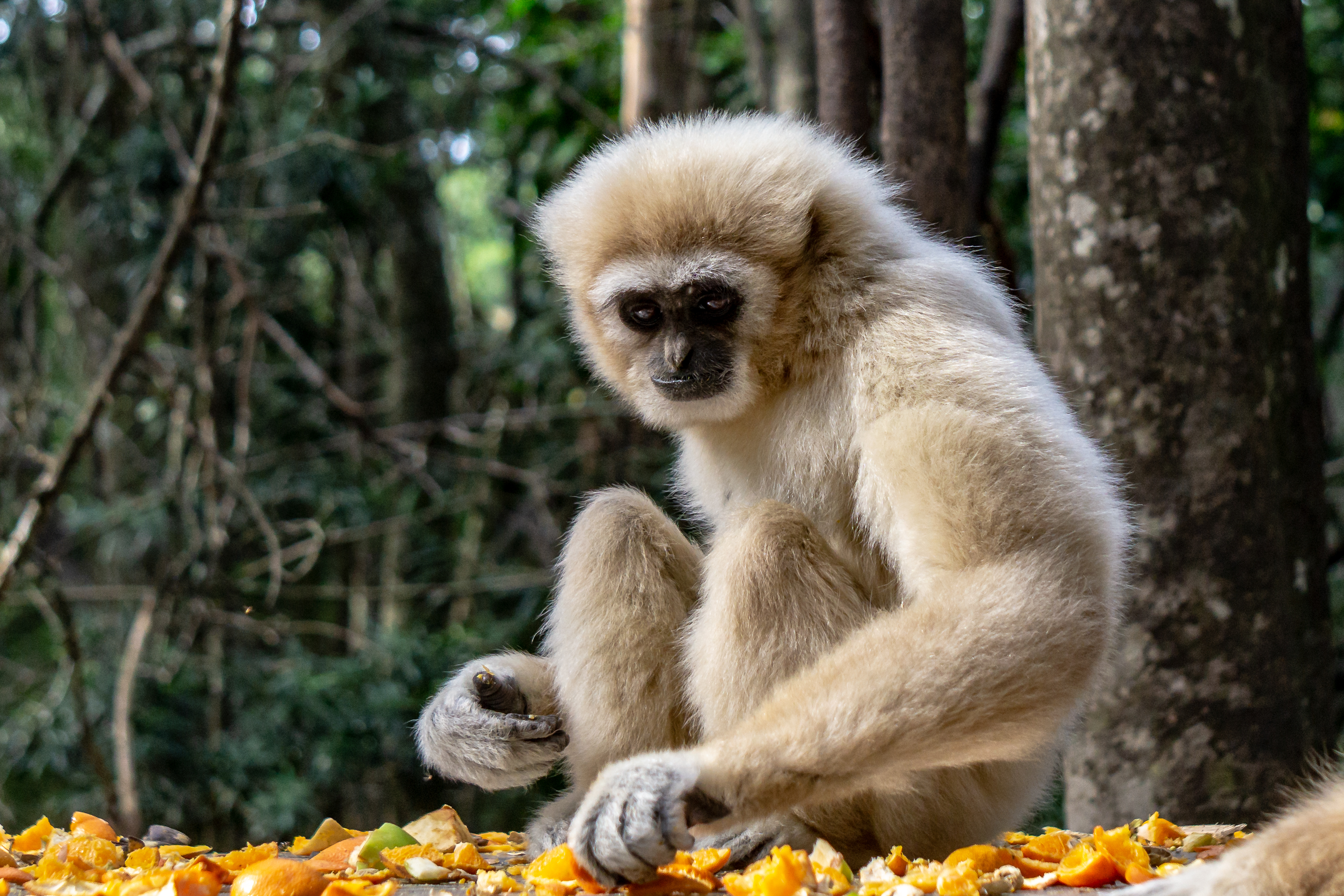
Weißhandgibbon
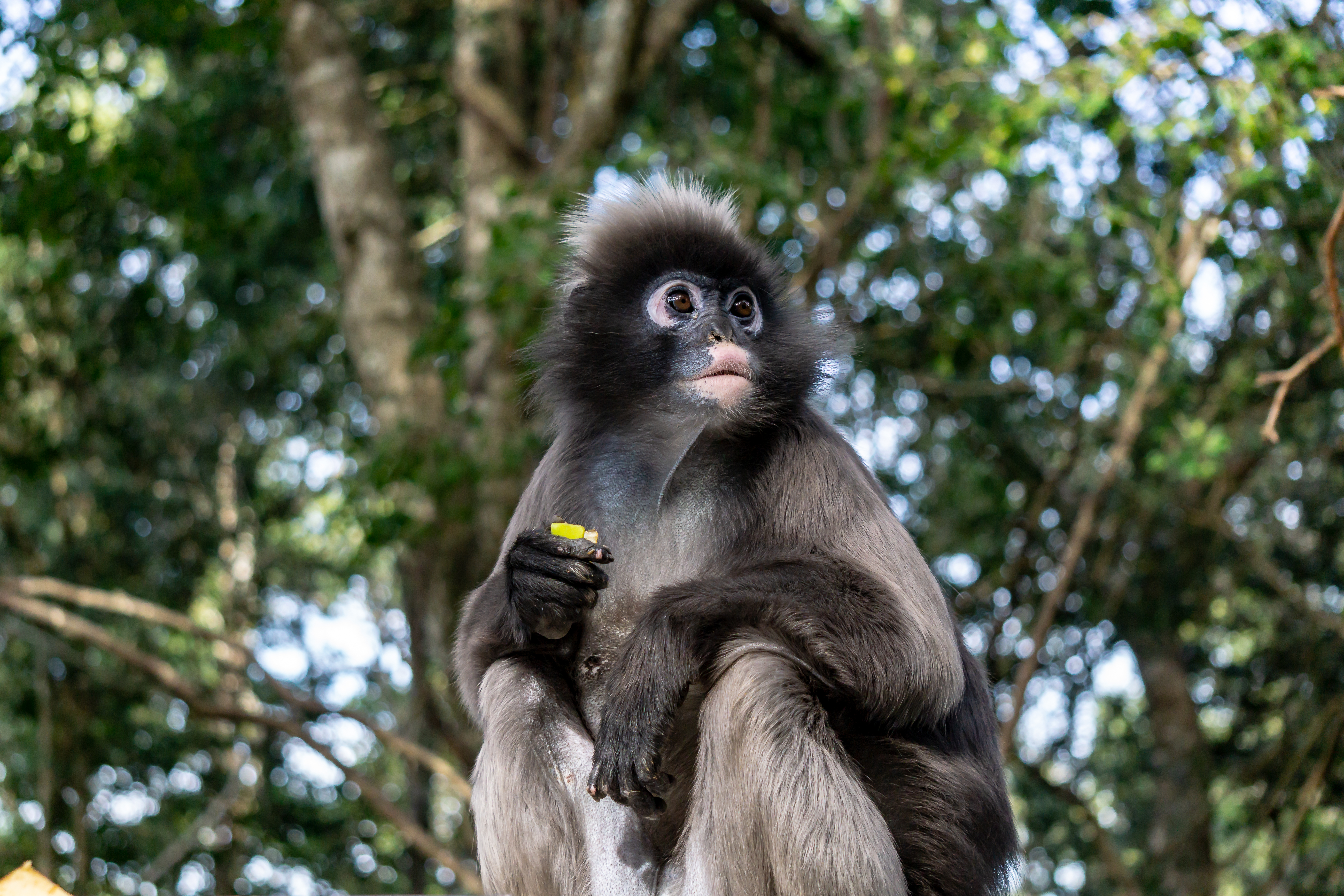
Südlicher Brillenlangur
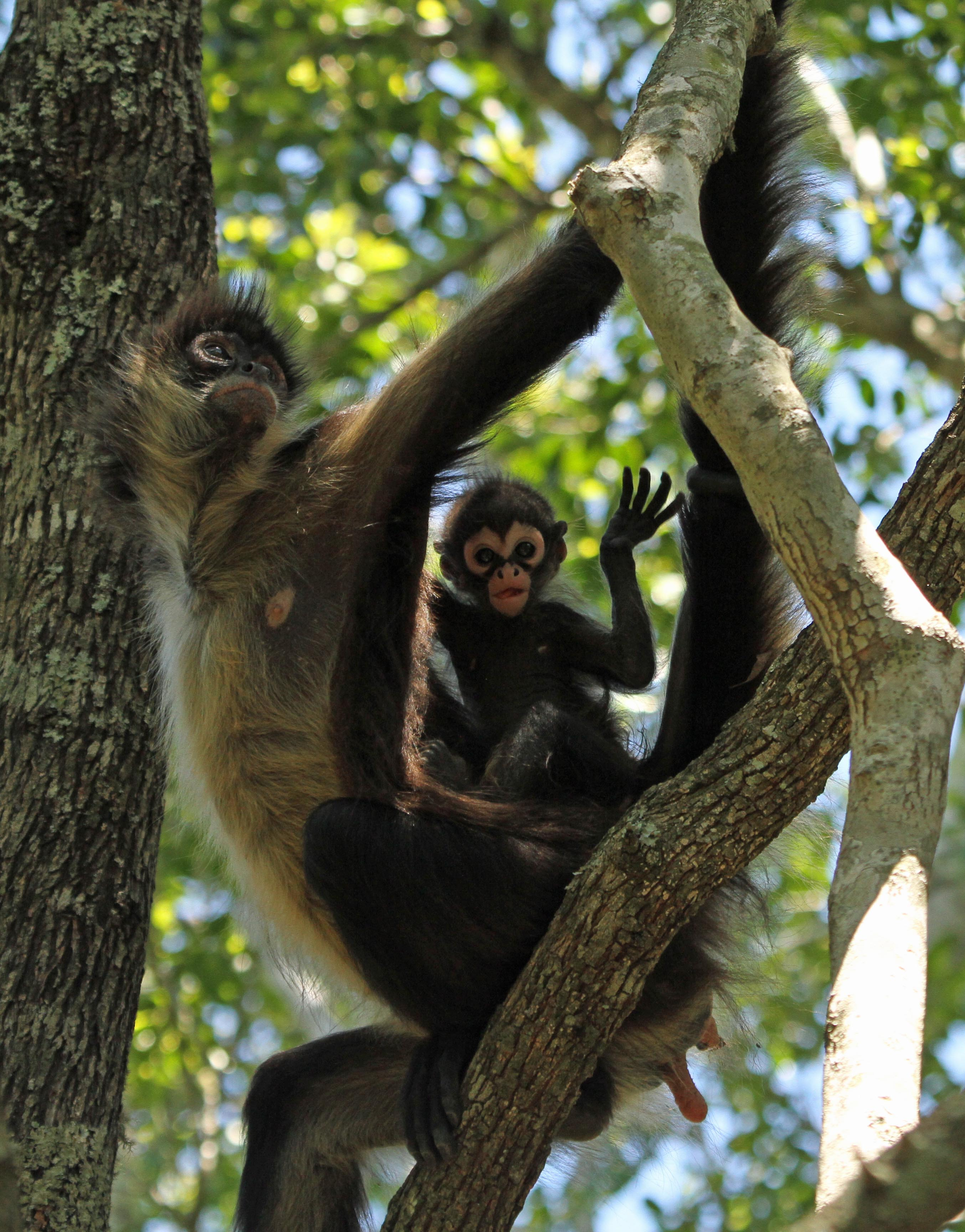
Geoffroy-Klammeraffen
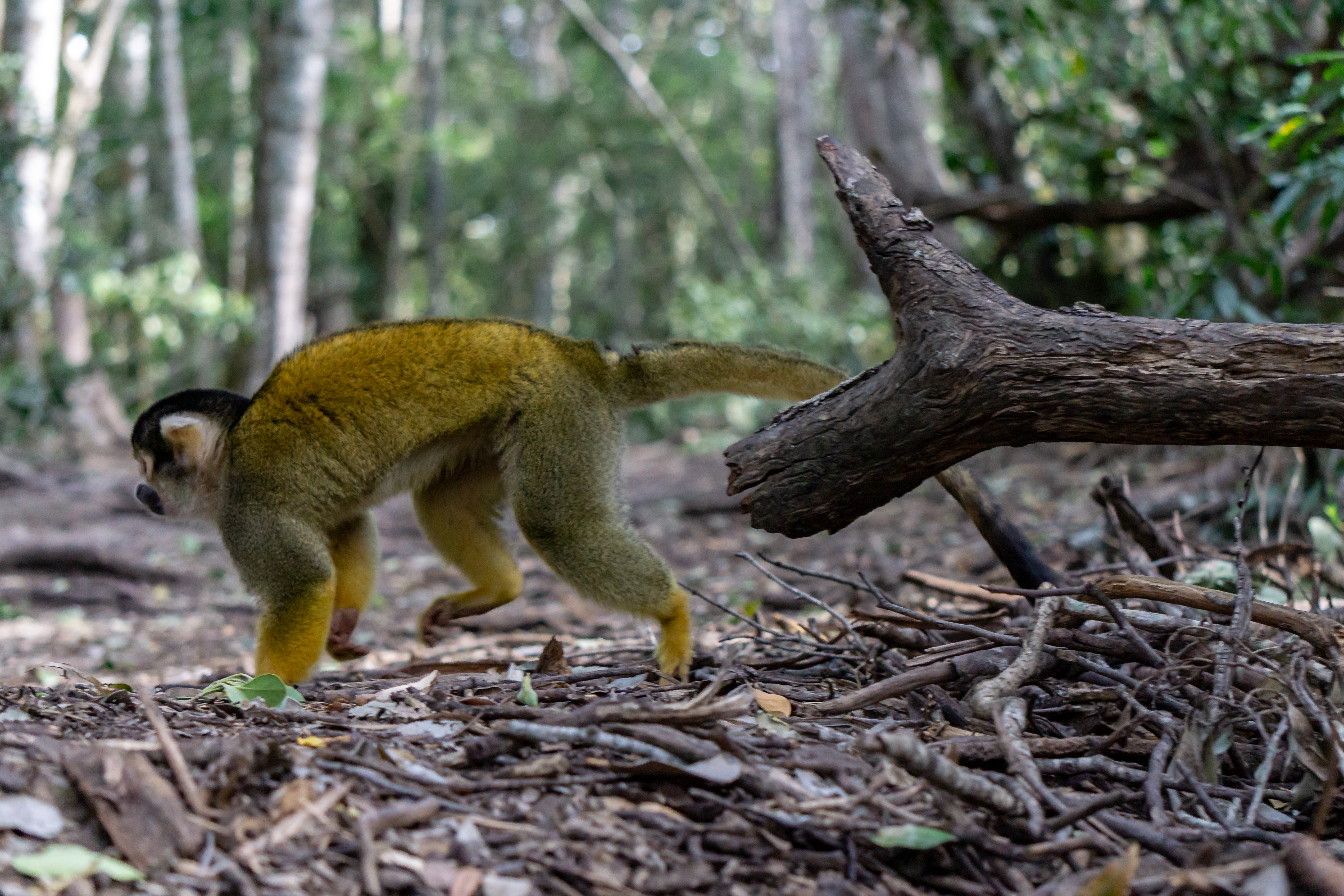
Bolivianischer Totenkopfaffe
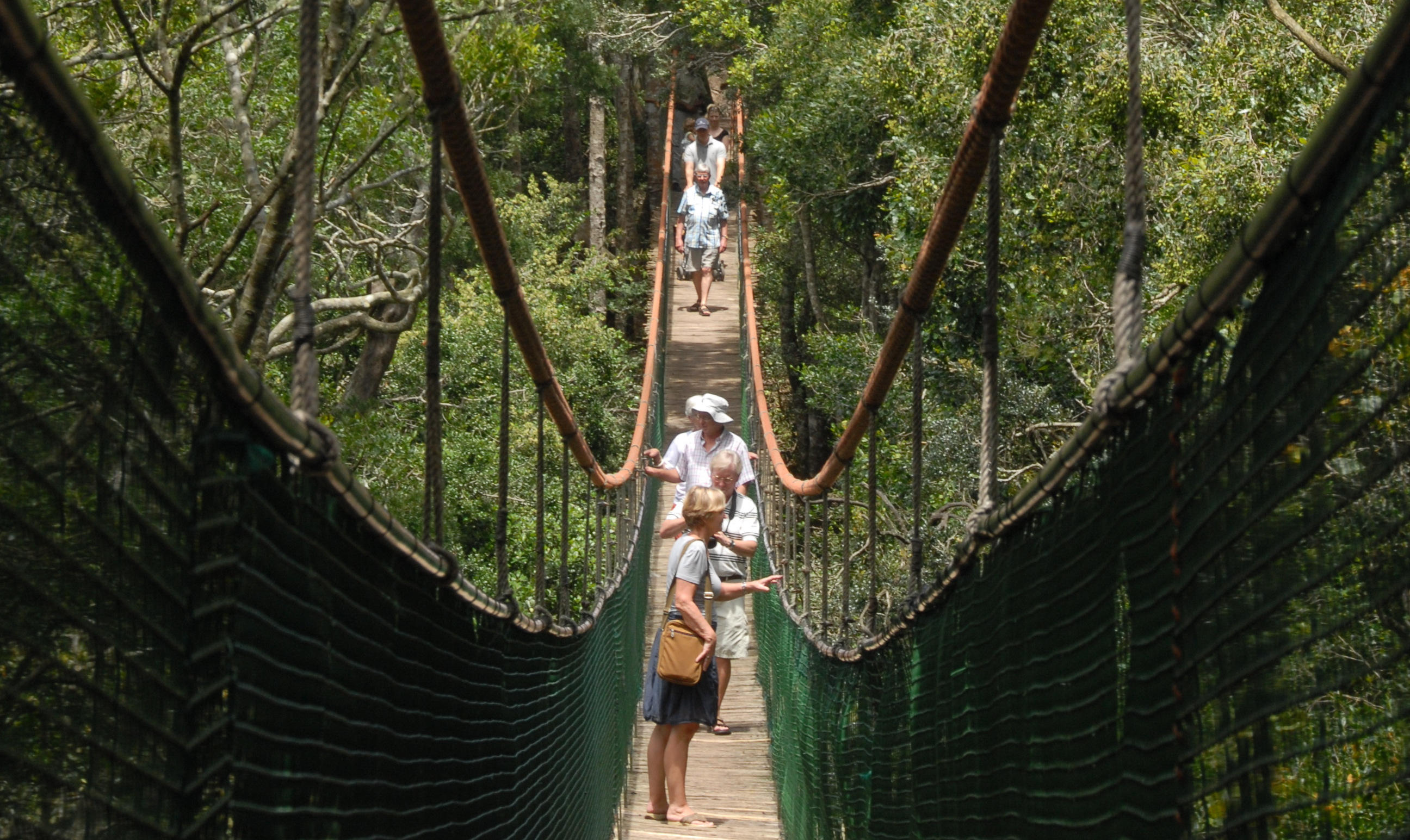
Hängebrücke